# Fosfortrioxid
Fosfortrioxid är en kemisk förening av fosfor och syre och är en anhydrid av fosforsyrlighet. Dess kemiska formel är P2O3, men brukar oftast skrivas P4O6 eftersom molekylerna bildar slutna, polycyliska dimerer vars struktur liknar adamantan (se bild).

## Framställning
Fosfortrioxid framställs genom förbränning av vit fosfor vid låg temperatur och låg syretillförsel.
{\displaystyle {\rm {P_{4}+3\ O_{2}\rightarrow P_{4}O_{6}}}}

## Egenskaper
Fosfortrioxid löser sig långsamt i kallt vatten till fosforsyrlighet (H3PO3).
{\displaystyle {\rm {P_{4}O_{6}(s)+6\ H_{2}O(l)\rightarrow 4\ H_{3}PO_{3}(aq)}}}
I varmt vatten däremot blir reaktionen våldsam och bildar fosforsyra (H3PO4) och den giftiga gasen fosfin (PH3).
{\displaystyle {\rm {P_{4}O_{6}(s)+6\ H_{2}O(l)\rightarrow PH_{3}(g)+H_{3}PO_{4}(aq)}}}
Fosfortrioxid reagerar med saltsyra (HCl) och bildar fosfortriklorid (PCl3).
{\displaystyle {\rm {P_{4}O_{6}+6\ HCl\rightarrow 2\ H_{3}PO_{3}+2\ PCl_{3}}}}